# Yacht

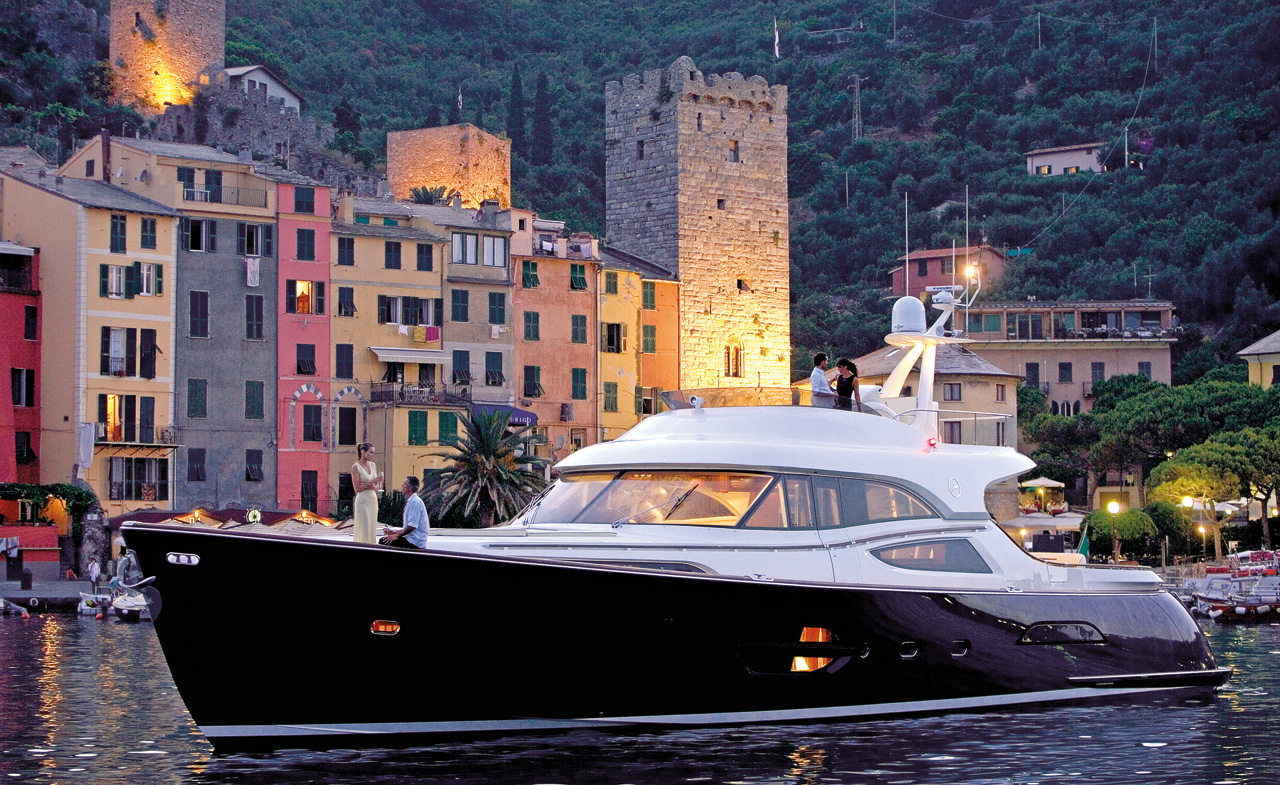
Mindre jakt, Mochi Dolphin 74.

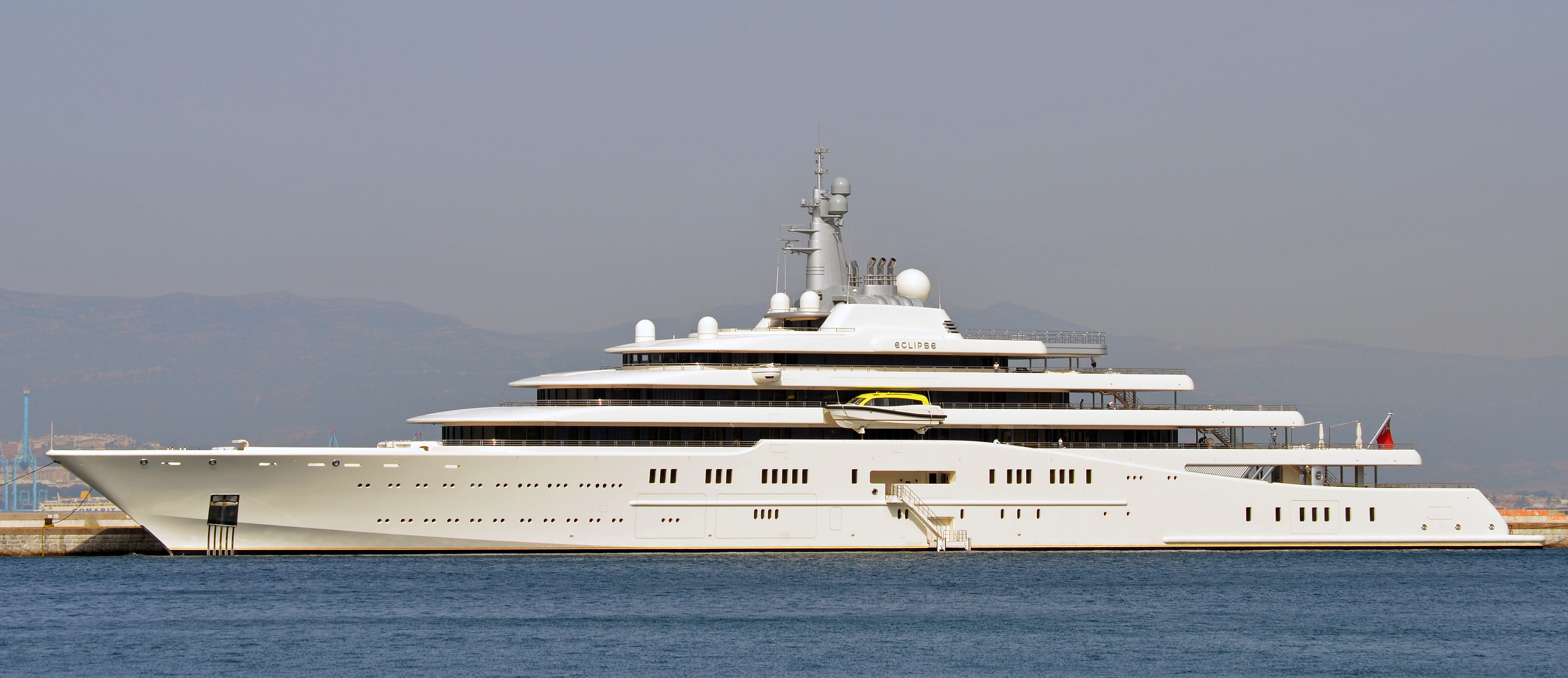
Större jakt, MY Eclipse.

Jakt (även stavat yacht eller jott) eller lustjakt (lustyacht) kallas en större fritidsbåt, vanligen fritidsskepp över 75 eller 100 fot. De är i regel däckade och bekvämt inredda fartyg av växlande storlek och utseende främst avsett för lust- och sportsegling med mera.
Riktigt lyxiga jakter brukar kallas lyxjakt (lyxyacht) medan mycket stora jakter kallas superjakt (superyacht) eller megajakt (megayacht).

## Etymologi
Namnet jakt är ett arv från en äldre typ av segelfartyg: jakt (fornsvenska: iakt, iäkt), medan formerna yacht och jott härrör från engelska: yacht (uttal: [jåht]) som i sin tur är lån från nederländska: jacht för det äldre segelfartyget. Att skeppen kallats jakt härrör i sig från hastighet, då jakter avsågs vara snabba (jämför jagare).

## Storlek

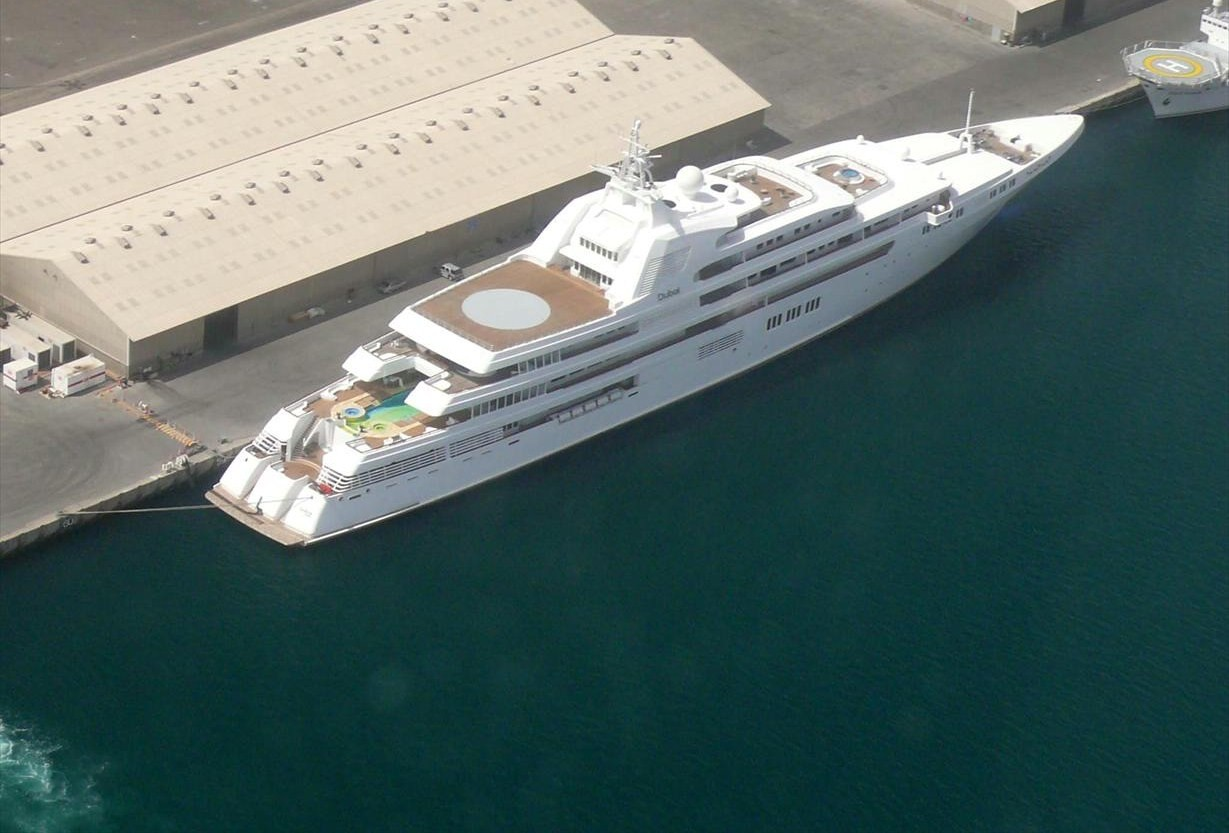
Megajakt med helikopterplatta i Dubai 2008.

Internationellt används begreppet jakt vanligtvis om fritidsskepp, det vill säga motorbåtar som är längre än 40 fot (omkring 12 meter). I Sverige är jakter upp till cirka 55 fot vanligare.[källa behövs] I länder med varmare klimat finns det ett större utbud av större jakter som används till charter och även fler privatägda större jakter. Små jakter körs vanligen av sina ägare, medan större jakter över cirka 30 meter oftare har besättning.[källa behövs]
Jakter över 75 eller 100 fot (22,5 eller 30 meter) kallas ibland superjakt medan de allra största, över 330 fot (100 meter), kallas för megajakt.[källa behövs] Dessa kan ha en helikopterplatta, garage för förvaring av tenderbåtar, vattenskotrar och dykutrustning.

## Typer
- Motorjakt
- Segeljakt